# 제14회 베를린 국제 영화제
제14회 베를린 국제 영화제의 시상식에 관한 내용이다.

## 수상 및 후보

### 황금곰상
- 메마른 여름 - 메틴 에륵산 외 1명 수상

### 은곰상:감독상
- 대도시 - 사티야지트 레이 수상

### 은곰상:여자연기자상
- 일본 곤충기 - 히다리 사치코 수상
- 쉬 앤드 히 - 히다리 사치코 수상

### 은곰상:남자연기자상
- 전당포 - 로드 스테이거 수상

### 황금곰상:단편영화상
- 키르디 - 막스 레르슈 수상

### 황금곰상:다큐멘터리상
- 휴먼 더치 - 베르트 한스트라 수상

### 은곰상:단편영화상
- 선데이 라크 - 샌포드 세멜 수상
- 콘트레이스트 - 볼프강 우르히스 수상
- 안멜딩 - 롭 휴베르 수상